# ARPO
ARPO Curtea de Argeș este o companie producătoare de ceramică din România.
A fost înființată în anul 1974, fiind una dintre cele mai mari fabrici de porțelan din România.
Înainte de 1990 volumul producției depășea 18 milioane de produse anual, 75% mergând numai la export.
Imediat după 1989, fabrica a fost privatizată prin metoda MEBO, acțiunile fiind împărțite între angajați.
În aprilie 2008, compania a fost preluată de un om de afaceri sirian, care a cumpărat 80% din acțiuni.
Noul proprietar avea în proprietate și compania Metal Globus din București.
În aprilie 2009, fabrica a fost închisă.
Număr de angajați:
- 2008: 400[1]
- 1982: 1.500[4]